# Sir

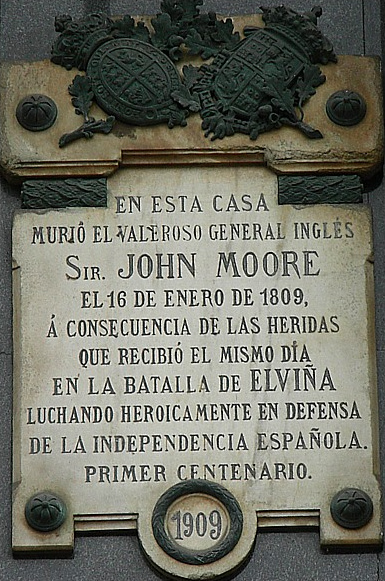
Placa homenaje a Sir John Moore en La Coruña (España).

Sir es una palabra del idioma inglés que significa señor. Tiene varios contextos.
Era usado como un término de cortesía entre personas iguales. Su uso en la actualidad está reservado para personas que poseen un estatus o un rango mayor; como cuando se habla a un profesor, a un militar o a cualquier superior. Otro uso es el que se da a las personas mayores, de igual forma que la da un comerciante hacia su cliente o comprador. También se usa en la correspondencia formal y cuando se habla a un extraño. Asimismo, se puede considerar un término apropiado para un superior o como sinónimo de caballero.
El término sir era utilizado para designar a nobles o caballeros incluso después de épocas del medievo, y aún después de la revolución burguesa.

## Sus orígenes
La palabra sir se deriva de la palabra sire del francés medio. A su vez esta viene del francés antiguo sieur, que significa señor, vocablo derivado del latín senior (de donde también proviene el término español «señor») que significa mayor (de edad).
La palabra sir entró al inglés en el año 1297 como título de honor para un caballero o un barón, y era una variante de la palabra sire, ya en uso desde 1205 como un título antepuesto al nombre. En 1225 la palabra sir ya era usada para dirigirse al soberano. En 1250 se usaba como sinónimo de padre y en 1362 era utilizada para dirigirse a un importante hombre de edad avanzada.

## Sus formalidades
En el protocolo británico, es correcto usar la palabra sir para dirigirse a un Caballero o un Baronet, y debe ser usada precediendo al nombre completo o solo al nombre de la persona a quien se dirige. Este uso es idéntico al de la palabra don en español donde resulta un vulgarismo utilizarlo solo con el apellido. Su variante femenina es dame, para las beneficiarias directas de ese rango, o lady si se trata de la esposa de un sir.
Quienes no son ciudadanos del Reino Unido (o de la Mancomunidad de Naciones) pero que reciben el título honorario de Caballero no se les permite utilizar el título de sir. No obstante, quienes mantienen al menos la doble nacionalidad británica junto la nacionalidad de algún otro país, sí pueden utilizar el título de sir.